# ليبي غليسون
ليبي غليسون (بالإنجليزية: Libby Gleeson)‏ هي كاتبة للأطفال وكاتِبة أسترالية، ولدت في 1950 في يونغ في أستراليا.

## وصلات خارجية
- الموقع الرسمي